# Sasakure.UK
sasakure.UK（ササクレ・ユーケイ、2月11日 - ）は、日本のソングライター、DJ、ボカロP。ささくれPとも呼ばれる。福島県出身。レーベルは自主レーベルのササクレイション。代表曲に『＊ハロー、プラネット。』や『トンデモワンダーズ』など。

## 概要
「SF」と「寓話」を作品世界の根幹とし、チップチューン系のサウンドや、音楽のみならずドット絵のアニメーション、アートワークなどでも評価を得ている。ゲーム・ミュージック、男声合唱、日本文学などの影響を受けていると言い、作品に大きな影響を受けた作家として宮沢賢治、星新一、手塚治虫の名前を挙げている。
高校生のときに携帯電話の着メロを作るアプリで曲を作ったのをきっかけに作曲を始め、2007年の末より動画共有サイト・ニコニコ動画などでVOCALOIDを用いた楽曲の発表を始める。VOCALOIDを用いた作品では「VOCALOIDにしか表現できないような楽曲やアプローチ」を追及しているという。2009年のVOCALOIDシーンにおいて大きな活躍を見せ、2010年3月3日にはJoint Recordsよりアルバム『ボーカロイドは終末鳥の夢を見るか？』を発売した。2010年3月25日に発売されたPlayStation Portable用リズムアクションゲーム『初音ミク -Project DIVA-』用の追加ダウンロードコンテンツ『ミクうた、おかわり』ではsasakure.UKの「＊ハロー、プラネット。」のPVを元にしたミニゲームが配信された。2011年12月には、自らの音楽表現を拡張するため、ロックバンド「有形ランペイジ」を結成し、翌2012年10月にアルバム『有形世界リコンストラクション』をリリースした。「有形ランペイジ」では、生身の人間には適さないVOCALOID楽曲の生演奏での表現に取り組んでいる。
2012年4月にVOCALOIDと土岐麻子など5人の女性歌手をボーカルに迎えた2ndアルバム『幻実アイソーポス』を発売。「人と機械の共存」をテーマにした作品だと語る。
翌年の2013年5月に3rdアルバム『トンデモ未来空奏図』を発売。初回限定盤はA5サイズのハードカバーでアニメーション作家植草航による描き下ろしマンガが同梱されており、彼が妄想するSF的世界観が表現されている。
その後自身が考案したストーリーをもとに、 作中の登場人物や出来事をモチーフとした楽曲の数々を音で綴るプロジェクトをスタート。2014年12月にはVOCALOIDや重音テト、肉声を織り交ぜ多彩なボーカルを起用したミニアルバム『摩訶摩謌モノモノシー』を発表。とある街の中学校が舞台で、そこに通う少年少女と異形の存在「妖禍子」が繰り広げる様々な出来事を音楽を通して語っている。
翌年2015年12月にその続編となる4thアルバム『不謌思戯モノユカシー』を発売。ジャケットのイラストを担当したイラストレーター/アニメーション作家の植草航は、「sasakure.UKさんの作品は、ボーカロイドじゃないとできない表現だと思ったし、新しいものを聴いた衝撃があった。」とコメントしている。
動画の総再生回数は『不謌思戯モノユカシー』発売時にニコニコ動画にて2,300万回を超えた。また、楽曲のコンセプトや世界観をもとに自らイラストや映像の制作も手掛け、そのマルチな才能も非常に評価が高く、近年では様々なジャンルのクリエイターとのコラボレーションも企画・監修している。

## ディスコグラフィ
LOiDレーベルよりリリースされた作品については、レーベルの廃止に伴い2011年3月末ですべて廃盤となっている。

### アルバム
|                | 発売日         | タイトル                          | 最高位 | 規格品番       | 規格品番  |
| 初回生産限定盤 | 発売日         | タイトル                          | 最高位 | 通常盤         |           |
| -------------- | -------------- | --------------------------------- | ------ | -------------- | --------- |
| 1st            | 2010年3月3日   | ボーカロイドは終末鳥の夢を見るか? | 51位   | XECJ-1008      | XECJ-1008 |
| 2nd            | 2012年4月11日  | 幻実アイソーポス                  | 18位   | UMA-9001〜9002 | UMA-1001  |
| 3rd            | 2013年5月29日  | トンデモ未来空奏図                | 15位   | UMA-9017～9018 | UMA-1017  |
| 1stミニ        | 2014年12月17日 | 摩訶摩謌モノモノシー              | 58位   |                | UMA-1049  |
| 4th            | 2015年12月2日  | 不謌思戯モノユカシー              | 41位   | UMA-9067～9069 | UMA-1067  |

### 配信限定シングル
| 発売日         | タイトル                                                                            | レーベル         | 備考                                                                                    |
| -------------- | ----------------------------------------------------------------------------------- | ---------------- | --------------------------------------------------------------------------------------- |
| 2012年8月1日   | 39 (feat. 初音ミク)                                                                 | U/M/A/A          | DECO*27とのコラボシングル                                                               |
| 2014年7月9日   | 「恋するデッサン人形」ソングブック                                                  | U/M/A/A          | Eテレ「青山ワンセグ開発」にて放送されたアニメのサウンドトラック                         |
| 2020年6月10日  | 幻 (sasakure.UK Remix) (feat. いつか) / 4s4ki                                       | SAD15mg          | 4s4kiのリミックスアルバム「NEMNEM REMIX」収録曲                                         |
| 2020年6月24日  | PAC-MAN 40th ANNIVERSARY COLLABORATION vol.2 / sasakure.UK, 中塚武                  | U/M/A/A          | 中塚武とのスプリットシングル パックマンの40周年記念アルバム「JOIN THE PAC」の先行配信EP |
| 2020年12月18日 | アンリ アルタ feat. Q.i                                                             | UNLIMITED STUDIO | メゾネットメゾンとのコラボシングル 同グループとのコラボアルバム「Qili」収録曲           |
| 2021年2月25日  | Gimme吟味virtuaる最高star!!!! feat. さくらみこ, 白上フブキ, 夏色まつり & 宝鐘マリン | sasakuration     | ゲーム「グルーブコースター ワイワイパーティー!!!!」収録曲                               |
| 2021年3月12日  | uzumakinoharu -2011-2021 3.11- feat. 岸田勇気                                       | sasakuration     |                                                                                         |
| 2021年6月21日  | トンデモワンダーズ                                                                  | sasakuration     |                                                                                         |
| 2022年1月30日  | the EmpErroR                                                                        | sasakuration     |                                                                                         |
| 2022年2月24日  | 廃棄対象_アヲ・キナ / sasakure.UK & TJ.hangneil                                     | sasakuration     |                                                                                         |
| 2022年4月4日   | mimizuqu feat. ダズビー                                                             | sasakuration     |                                                                                         |
| 2022年7月10日  | 魔王 (World Ender) / sasakure.UK × TJ.hangneil                                      | sasakuration     |                                                                                         |
| 2022年8月19日  | ロストエンファウンド (Band Remaster ver) / sasakure.UK & 有形ランペイジ             | sasakuration     |                                                                                         |
| 2022年10月22日 | ÅMARA (大未来電脳)                                                                  | sasakuration     |                                                                                         |
| 2022年12月23日 | BlackFlagBreaker!! (I/O mix)                                                        | sasakuration     |                                                                                         |
| 2023年6月2日   | ポジネガ*ミステイカーズ                                                             | sasakuration     |                                                                                         |
| 2023年11月29日 | X.E.N.O                                                                             | sasakuration     |                                                                                         |
| 2024年1月19日  | raputa / sasakure.UK × TJ.hangneil                                                  | sasakuration     |                                                                                         |

### 楽曲提供
- 『千年の独奏歌』（LOiD、2009年7月1日発売）
  - 風雅なおとのオリジナルアルバム。「カイテンモクバ」を提供。
- 『LOiD-01 -LOiD's LOGiC-』（LOiD、2009年7月8日発売）
  - ネット上で活躍するクリエイターの楽曲を集めたコンピレーション・アルバム。「∟ÅＢ ＴＨＥ VVΘя∟Δ」を提供。
- 『の、バラード祭り。』（徳間ジャパンコミュニケーションズ、2009年11月4日発売）
  - ネット上で人気の歌い手たちによる楽曲を収録したコンピレーション・アルバム。「ユメノアト」を提供。歌い手はうさ。
- 『VOCALOIDS★X'mas〜白い夜は静寂を守ってる〜』（コロムビアミュージックエンタテインメント、2009年11月8日発売）
  - VOCALOIDを用いたクリスマス曲を収録したコンピレーション・アルバム。「プレゼンター」を提供。
- 『LOiD-02 -electronica- LOiD's TECNiCA』（LOiD、2010年3月17日発売）
  - ネットで人気のクリエイターの曲を集めたコンピレーション・アルバム。「TθKY◎23゜ C°」を提供。
- 『なないろ』（ソニー・ミュージックダイレクト、2010年5月19日発売）
  - 茶太のオリジナルアルバム。収録曲「すまいる」の作曲を担当。
- 『時計と魔法のビスケット』（Mellow Head、2010年7月22日発売）
  - 清水愛のマキシシングル。「時計と魔法のビスケット」の作詞作曲を担当、「＊ハロー、プラネット。」を提供。
- 『More SQ』（スクウェア・エニックス、2011年3月2日発売）
  - ゲームミュージックのリミックス、カバーを収録したコンピレーションアルバム。「ニーア ゲシュタルト & レプリカント カイネ/救済」を担当。
- 『空想活劇・参』(Voltage of Imagination、2012年1月25日発売)
  - 架空のアニメソングをコンセプトにしたコンピレーションアルバム。「ココロパステルギー」にて作詞・作曲・編曲・コーラスにて参加。ヴォーカルは「そらこ」、イラストは「西島大介」。
- 『flyleaf』（ランティス、2012年8月8日発売）
  - ChouChoの1stアルバム。「スワロウテイル・バタフライエッジ」を提供。
- 『nsum 〜中川翔子がうたってみた!〜』（ソニー・ミュージックレコーズ、2012年8月15日発売）
  - 中川翔子のミニアルバム。「ワークス×ワークス」を提供。
- 『Snow Song Show』（U/M/A/A、2012年12月18日発売）
  - 初音ミクを用いたクリスマス曲を収録したアルバム。DECO*27との共作による「Snow Song Show」を提供。
- 『ミラヰアカヅキ』（ポニーキャニオン、2012年12月19日発売）
  - Daisy×Daisyの5thシングル。「ミラヰアカヅキ」を提供。
- 『vocantabile 〜storia〜』（TEAM Entertainment、2013年1月30日発売）
  - 文学作品などの物語を表現した曲を集めたコンピレーションアルバム。「蜘蛛糸モノポリー」を提供。
- 『フリップ フロップ』（ミュージックレイン、2013年5月22日発売）
  - 豊崎愛生のシングル。「フリップ フロップ」を提供。
- 『「セブンスドラゴン2020 & 2020-II」初音ミク・アレンジトラックス』（U/M/M/A、2013年7月24日発売）
  - ゲームソフト『セブンスドラゴン2020』及び『セブンスドラゴン2020-II』にて使用されている初音ミクver.のBGMを収録したアルバム。sasakure.UKによるアレンジ曲4曲と、書き下ろし曲の「トウキョウ・シークエンス」を収録[12]。
- 『COMING DAYS』（U/M/M/A、2013年9月18日発売）
  - VOCALOIDクリエイター同士が共作した書き下ろし曲を収録したスプリット・シングル。OSTER projectとの共作の「セイヴザプリンセス」を提供。
- 『beatmania IIDX 21 SPADA ORIGINAL SOUNDTRACK』（コナミデジタルエンタテインメント、2013年12月25日発売）
  - KONAMIのアーケードゲーム「beatmania IIDX 21 SPADA」のオリジナル・サウンドトラック。「Atröpøs」を提供。（フルバージョンは『トンデモ未来空奏図』に収録）。
- 『MIKU-MIXTURE』（U/M/M/A、2014年2月19日発売）
  - VOCALOIDクリエイター同士の「共作」をテーマとしたコンピレーションアルバム。DECO*27との共作の「39」、「Snow Song Show」、「アオゾラハルサイト」及びOSTER projectとの共作の「セイヴザプリンセス」を提供。
- 『GINGA vs U/M/A/A presents “有象無象”』（U/M/A/A、2014年7月20日発売）
  - GINGAレーベルとU/M/A/Aレーベルに所属するアーティストが「Summer」をテーマに書き下ろした曲を収録したコンピレーションアルバム。「星屑のイグノートス」を提供。
- 『ミライプリズム』（コナミデジタルエンタテインメント、2014年12月24日発売）
  - 音楽キャラクター・コンテンツ「ひなビタ♪」に登場するライバルキャラクター“ここなつ”の1stアルバム。「キミヱゴサーチ」を提供。
- 『セブンスドラゴン2020』（セガ、2011年11月23日発売）
  - 初音ミクによる主題歌「SeventH-HeaveN」の制作を担当[13]。ゲーム内のBGMの初音ミクバージョンの制作も行った[13]。なお、主題歌「SeventH-HeaveN」のフルバージョンはsasakure.UKのセカンドアルバム『幻実アイソーポス』に収録されている[14]。
- 『セブンスドラゴン2020-II』（セガ、2013年4月18日発売）
  - 初音ミクによる主題歌「HeavenZ-ArmZ」の制作を担当[15]。
- 『beatmaniaIIDX 21 SPADA』（コナミデジタルエンタテインメント、2013年11月13日稼働）
  - ゲーム内でプレイできる楽曲として「Atröpøs」を提供。
- 『恋するデッサン人形』（NHK、2014年1月10日より全3回放送）
  - NHKの番組「青山ワンセグ開発」内で放送されたアニメーション作品。各回のテーマ曲「カラッポカラハート」、「リトルブレイブ」、「ビター・スウィート・ベター」を提供。企画・制作をテレコムスタッフが、アニメーションの脚本・演出・撮影を岡本将徳が手掛けた[16]。
- 『OWL』（ポニーキャニオン、2017年6月21日発売）
  - 福山潤の1stアルバム。「多弁ヒロイズム-多弁ヒーローのテーマ-」を提供。
- 『Heart Cleaning／リフレイン・ウォーズ』（ポニーキャニオン、2017年10月4日発売）
  - オルタナティブガールズのキャラクターソングCD第3弾。「リフレイン・ウォーズ」を提供。
- 『214』（SDR、2019年2月14日発売）
  - 桜エビ～ず（現在はukkaに改名）のデジタルシングル「214」を作詞作曲。同曲はシングル「Winter Sleep」、アルバム「octave」に収録。第8回アイドル楽曲大賞2019「インディーズ/地方アイドル楽曲部門」第5位。
- 『ONGEKI Sound Collection 01 『Jump!! Jump!! Jump!!』』（KADOKAWA メディアファクトリー、2019年2月27日発売）
  - セガのアーケードゲーム「オンゲキ 」のオリジナル・サウンドトラック。「ブツメツビーターズ」を提供。（有形ランペイジ名義）
- 『beatmania IIDX 26 R∞tage ORIGINAL SOUNDTRACK』（コナミデジタルエンタテインメント、2019年6月5日発売）
  - KONAMIのアーケードゲーム「beatmania IIDX 26 R∞tage」のオリジナル・サウンドトラック。「Xlø」を提供。
- 『NOSTALGIA Music Collection ～Op.2～ Selection.』（コナミデジタルエンタテインメント、2020年8月19日発売）
  - KONAMIのアーケードゲーム「ノスタルジア Op.2」のオリジナル・サウンドトラック。「ネリと琥珀糖」を提供。

### リミックス提供
- 『SHIBUYA』（JOINT RECORDS、2009年8月26日発売）
  - BECCAと初音ミクのコラボレートアルバム。sasakure.UKによる「SHIBUYA」、「I'm ALIVE!」のリミックスを収録。
- 『相愛性理論』（Third-Ear / U/M/A/A、2010年4月21日発売）
  - DECO*27のオリジナルアルバム。sasakure.UKによる「愛言葉」のリミックスを収録。
- 『愛迷エレジー』（U/M/M/A、2010年12月15日発売）
  - DECO*27の2ndアルバム。sasakure.UKによる「愛言葉」のリミックスを収録。歌い手はmirto。
- 『機械の花ラボラトリ』（U/M/A/A、2011年6月22日発売）
  - kousのオリジナルアルバム。sasakure.UKによる「椿姫」のリミックスを収録。
- 『キラキラジブリ -RETURNS-』（ハピネット、2011年6月22日発売）
  - スタジオジブリのアニメ楽曲のアレンジを収録したアルバム。sasakure.UKによる「カントリー・ロード」のリミックスを収録。
- 『NieR Tribute Album-echo-』（スクウェア・エニックス、2011年9月14日発売）
  - ゲーム『ニーア ゲシュタルト』『ニーア レプリカント』の音源のトリビュート・アルバム。sasakure.UKによる「-echo-: NieR イニシエノウタ／デボル～イニシエノウタ／ポポル」のリミックスを収録。
- 『Cafe SQ』（スクウェア・エニックス、2011年11月23日発売）
  - ゲームミュージックのリミックス、カバーを収録したコンピレーションアルバム。「ロマンシング サ・ガ2 ラストバトル」を担当。
- 『BEST! 2004-2011』（rhythm zone、2011年12月14日発売）
  - 土岐麻子のベストアルバム。sasakure.UKによる「Little Prayer」のリミックスを収録。
- 『ゆめゆめ』（ソニー・ミュージックダイレクト、2012年4月18日発売）
  - DECO*27のシングル。sasakure.UKによる「ゆめゆめ」のリミックスを収録。
- 『IA/01 -BIRTH-』（1st PLACE、2012年4月25日）
  - IA -ARIA ON THE PLANETES-をボーカルに用いた曲を収録したコンピレーションアルバム。sasakure.UKによる「My Soul,Your Beats! 」のリミックスを収録。
- 『VRUSH UP! #02 -DECO*27 Tribute-』（U/M/M/A、2012年7月13日発売）
  - DECO*27の楽曲のリミックスを収録したコンピレーションアルバム。「弱虫モンブラン」のリミックスを担当。
- 『GENKI ROCKETS II -No border between us- Repackage』（ソニー・ミュージックレコーズ、2012年8月8日発売）
  - 元気ロケッツのリミックス・リパッケージアルバム。「Hikari no tabi」のリミックスを担当。
- 『VRUSH UP! #03 -kous Tribute-』（U/M/M/A、2012年11月4日発売）
  - kousの楽曲のリミックスを収録したコンピレーションアルバム。「ハロー彗星」のリミックスを担当。
- 『VRUSH UP! #04 -millstones Tribute-』（U/M/M/A、2012年12月23日発売）
  - millstonesの楽曲のリミックスを収録したコンピレーションアルバム。「計画都市」のリミックスを担当。
- 『True Blue...』（コナミデジタルエンタテインメント、2013年12月25日発売）
  - dj TAKAの2ndアルバム。sasakure.UKによる「colors」のリミックスを収録。
- 『モンスターハンター コンピレーション RE:MIX チップチューン』（カプコン セルピュータレーベル、2014年7月2日発売）
  - ゲームソフト『モンスターハンター』のBGMをチップチューンテイストにリミックスしたコンピレーションアルバム。「胸の高鳴り」～「門出」～「金色の追憶 ～ ケチャワチャ」を担当。
- 『TVダンス』（avex trax、2014年8月8日発売）
  - 日本テレビの歴代人気番組のテーマ曲や挿入歌をダンスアレンジでリミックスしたコンピレーションアルバム。「おもちゃの兵隊のマーチ」のリミックスを担当。
- 『ストリートファイター コンピレーション RE:MIX チップチューン』（カプコン セルピュータレーベル、2014年10月1日発売）
  - ゲームソフト『ストリートファイターII』のBGMをチップチューンテイストにリミックスしたコンピレーションアルバム。「春麗」のリミックスを担当。
- 『ポリオミノ』（NBCユニバーサル・エンターテイメントジャパン、2014年12月10日発売）
  - やなぎなぎの2ndアルバム。初回盤の特典CDに収録されている「センチメンタル」の編曲にて参加。

### アレンジ参加
- 『インパーマネンス』（U/M/A/A、2011年2月23日発売）
  - Agoriaのアルバム。日本限定のボーナストラックとして「Heart Beating (sasakure.UK "Vocaloid" Mix feat. Miku Hatsune)」を収録。
- 『続ファミ・コンピ』（アーティマージュ、2012年5月23日発売）
  - ファミコンソフトのゲームミュージックのアレンジを収録したコンピレーションアルバム。「ワイワイワールド2 SOS!!パセリ城」を担当。
- 『飛ばしていくよ』（ビクターエンタテインメント、2014年3月26日発売）
  - 矢野顕子のアルバム。sasakure.UKによる「電話線」、「ごはんとおかず」、「Captured Moment」のトラックメイキングを担当。
- 『VRUSH UP! #07 -siinamota Tribute-』（U/M/M/A、2014年5月3日発売）
  - 椎名もたの楽曲のリミックスを収録したコンピレーションアルバム。「怪盗・窪園チヨコは絶対ミスらない」のリミックスを担当。
- 『REBUILD』（ラストラム・ミュージックエンタテインメント、2014年9月17日発売）
  - サカモト教授のアルバム。sasakure.UKによるアレンジ曲「HOME」を収録。
- 『自由律』 （ラストラム・ミュージックエンタテインメント、2015年10月7日発売）
  - 黒木渚の2ndアルバム。「テンプレート」のサウンドプロデューサーとして参加。

### 関連作品
- 『EXIT TUNES PRESENTS STARDOM 2』（EXIT TUNES、2009年8月19日発売）
  - 動画サイトで人気の楽曲を収録したコンピレーション・アルバム。「ワンダーラスト 」、「＊ハロー、プラネット。」を提供。
- 『valuable sheaves』（ドワンゴ・ミュージックエンタテインメント、2010年3月24日発売）
  - バルシェのアルバム。「ぼくらの16bit戦争」を提供。
- 『SUPER VOCALO BEAT』（ドワンゴ・ミュージックエンタテインメント、2011年6月1日発売）
  - VOCALOID曲をユーロビートにリミックスしたアルバム。「ぼくらの16bit戦争」を提供。歌い手はリツカ。
- 『VOCALOID BEST from ニコニコ動画 (あお)』（ドワンゴ・ミュージックエンタテインメント、2011年6月22日発売）
  - ニコニコ動画でVOCALOIDを用いて発表された曲を集めたベストアルバム。「＊ハロー、プラネット。」を提供。
- 『初音ミク-Project DIVA- extend Complete Collection』（ソニー・ミュージックダイレクト、2011年11月9日発売）
  - ゲームソフト『初音ミク -Project DIVA- extend』の公式コンピレーションアルバム。ゲームに提供した「＊ハロー、プラネット。」を収録。
- 『初音ミク 5thバースデー ベスト〜impacts〜』（ドワンゴ・ミュージックエンタテインメント、2012年8月1日発売）
  - 初音ミク発売5周年を記念したベストアルバム。DECO*27との共作の「39」を提供。「39」は初音ミク発売5周年を記念して行われたファミリーマートで行われた「初音ミク 5th Anniversary ミクLOVESファミマ♪キャンペーン」のテレビCMソングに起用されている[17]。
- 『初音ミク 5thバースデー ベスト〜memories〜』（ソニー・ミュージックダイレクト、2012年8月1日発売）
  - 初音ミク発売5周年を記念したベストアルバム。「＊ハロー、プラネット。」、『初音ミク 5thバースデー ベスト〜impacts〜』にも収録されているDECO*27との共作の「39」を提供。
- 『初音ミク -Project DIVA- F Complete Collection』（ソニー・ミュージックダイレクト、2013年3月6日発売）
  - ゲームソフト『初音ミク -Project DIVA- F』の公式コンピレーションアルバム。ゲームに提供した「ネガポジ＊コンティニューズ」を収録。
- 『VOCA NICO☆PARTY　Nonstop Mixed by DJ VOCA NICO』（ソニー・ミュージックダイレクト、2013年12月25日発売）
  - ニコニコ動画内のイベント「ボカニコ・ナイト」の公式アルバム。「＊ハロー、プラネット。」を提供。
- 『Memories of GUMI 2009-2013 feat. Megpoid 上巻』（SPUTONIC、2014年6月26日発売）
  - Megpoid発売5周年を記念したベストアルバム。「カムパネルラ」を提供。
- 『初音ミク「マジカルミライ 2014」オフィシャルアルバム』（KARENT、2014年8月6日発売）
  - 初音ミクのイベント「マジカルミライ2014」の公式アルバム。DECO*27との共作の「39」を提供。
- 『初音ミク Thank you 1826 Days』（ソニー・ミュージックレーベルズ、2014年9月17日発売）
  - セガが「初音ミク」をプロデュースしたゲームの5周年を記念した公式アルバム。「ネガポジ＊コンティニューズ」を提供。
- 『コスモドライバー∞UP』（LOiD、2009年10月28日発売）
  - コスモドライバー（cosMo&ヒゲドライバー）のアルバム。ブックレットのデザインを担当。
- 『初音ミクDVD〜impacts〜』（ソニー・ミュージックダイレクト、2010年2月10日発売）
  - 初音ミクを用いた人気動画作品を集めた映像作品集。「＊ハロー、プラネット。」を提供。
- 『ミクうた、おかわり』（セガ、2010年3月25日発売）
  - PlayStation Portable用リズムアクションゲーム『初音ミク -Project DIVA-』の追加ダウンロードコンテンツ。「＊ハロー、プラネット。」のPVを元にした初音ミクが主人公の横スクロールのアクション・ゲームを収録。リズムゲーム用の曲としても収録されている。アクション・ゲームについてはsasakure.UK自ら設定やキャラクターデザイン、BGMなどの監修を行っている[5]。
- 『もっとおかわり、リン・レン ルカ』（セガ、2010年7月1日発売）
  - 『初音ミク -Project DIVA-』の追加ダウンロードコンテンツ。「モバイリ：センセーション（C.A.LLME-EDIT）」、「ワンダーラスト（A.R.MAGE-EDIT）」を提供。
- 『初音ミク -Project DIVA- extend』（セガ、2011年11月10日発売）
  - ゲーム内でプレイできる楽曲として「＊ハロー、プラネット。」を提供。
- 『100％GUMI宣言！-Megpoid VIDEO CLIP COLLECTION + LIVE』（エイベックス・マーケティング、2012年3月14日発売）
  - Megpoidのボーカロイドエンジン（VOCALOID3）の発売を記念した映像作品集。「カムパネルラ」を提供。
- 『初音ミク -Project DIVA- f』（セガ、2012年8月30日発売）
  - ゲーム内でプレイできる楽曲として「ネガポジ＊コンティニューズ」を提供。
- 『初音ミク -Project DIVA- F』（セガ、2013年3月7日発売）
  - ゲーム内でプレイできる楽曲として「ネガポジ＊コンティニューズ」を提供。
- 『プロジェクトセカイ カラフルステージ! feat. 初音ミク』(セガ)
  - ゲーム内でプレイできる楽曲として「トンデモワンダーズ」[18]を提供。

## メディア出演
- 2013年02月26日・08月30日・10月18日・2014年12月27日 - テレビ東京系「超流派」
- 2014年12月23日 - TOKYO MXほか『初音ミク「マジカルミライ 2014」LIVE & MAKING 特番』

## イベント出演

### ツアー
- 2016年03月22日 - ピノキオピー&sasakure.UK presents「ツアーライス〜収穫祭〜」＠東京・渋谷 clubasia
- 2016年04月10日 - ピノキオピー&sasakure.UK presents「ツアーライス〜収穫祭〜」＠福岡・福岡 club selecta
- 2016年04月17日 - ピノキオピー&sasakure.UK presents「ツアーライス〜収穫祭〜」＠京都・京都 Voxhall
- 2016年05月15日 - ピノキオピー&sasakure.UK presents「ツアーライス〜収穫祭〜」＠台湾・台北 THE WALL公館
- 2016年07月23日 - ピノキオピー&sasakure.UK presents「ツアーライス〜収穫祭〜おかわり」＠宮城・仙台 spaceZero
- 2016年08月21日 - ピノキオピー&sasakure.UK presents「ツアーライス〜収穫祭〜おかわり」＠東京・六本木 Super Deluxe

### 国内
- 2009年08月30日 - DENPA!!! 2nd ANNIVERSARY＠東京・渋谷 club axxcis
- 2010年04月24日 - Tokyo Decadance DX special GAME＠東京・新宿 Christon Cafe
- 2010年07月28日 - V_N vol.9＠東京・渋谷 club axxcis
- 2010年08月25日 - V_N feat.AVSS Vol.10＠東京・渋谷 club axxcis
- 2010年11月07日 - ヲタJAM＠東京・秋葉原 MOGRA
- 2011年03月05日 - V_N feat. AVSS Powered by Pioneer DJ（VOCALOID CAFE内）＠東京・六本木 umu
- 2011年04月17日 - Vocarhythm♪4＠京都・京都 Nine Musez
- 2011年05月03日 - TOKYO VOCALOID COLLECTION＠東京・秋葉原 MOGRA
- 2011年11月03日 - @JAM 2011＠東京・新木場 STUDIO COAST
- 2011年11月23日 - V_N feat.AVSS vol.25＠東京・渋谷 amate-raxi
- 2012年08月30日 - V_C presents. 初音ミク 5th Anniversary DAIBA de DIVA ALL NIGHT special★＠東京・お台場 ジョイポリス
- 2012年10月04日 - Voca Nico Night -club stage- Vol.2＠東京・六本木 ニコファーレ
- 2012年12月01日 - REPUBLIC VOL.20〜THE FINAL〜＠東京・渋谷 WOMB
- 2012年12月15日 - 2D M3NTiON vol18 忘年会スペシャル！＠愛知・名古屋 sound bar P.O.d
- 2012年12月25日 - 元気ロケッツ「Repackage」Release Party + as4U＠東京・西麻布 eleven
- 2013年02月17日 - 魔Q少女M∀STERあらしZオンリーイベント3＠広島・広島 クラブクアトロ
- 2013年04月27日 - ニコニコ超会議2＠千葉・幕張メッセ
- 2013年05月05日 - MiXUS＠東京・渋谷 club axxcis
- 2013年07月12日 - FUKUSHIMA NIGHT＠宮城県・仙台 NeoBrotherZ
- 2013年08月03日 - ROCK IN JAPAN FESTIVAL 2013＠茨城県・国営ひたち海浜公園
- 2013年12月31日 - COUNTDOWN JAPAN 13/14＠千葉・幕張メッセ
- 2014年02月17日 - 矢野顕子プレミアムライヴ＠東京・渋谷 Shibuya WWW
- 2014年04月26日 - ニコニコ超会議III＠千葉・幕張メッセ
- 2014年05月13日 - 矢野顕子「飛ばしていくよツアー2014」＠愛知・名古屋 クラブクアトロ
- 2014年05月14日 - 矢野顕子「飛ばしていくよツアー2014」＠大阪・梅田 クラブクアトロ
- 2014年05月21日 - 矢野顕子「飛ばしていくよツアー2014」＠東京・渋谷 クラブクアトロ
- 2014年05月22日 - 矢野顕子「飛ばしていくよツアー2014」＠東京・渋谷 クラブクアトロ
- 2014年07月03日 - 「モンスターハンター コンピレーション “RE:”MIX チップチューン」リリースパーティ＠東京・渋谷 2.5D
- 2014年08月31日 - 「MUSIC HOURS 〜DE DE MOUSE × sasakure.UK × 惑星アブノーマル」＠東京・代官山 LOOP
- 2014年12月16日 - ピノキオピー&sasakure.UK Wリリースパーティー＠東京・渋谷 2.5D
- 2015年04月14日 - ニコニコ超会議2015＠千葉・幕張メッセ
- 2015年11月27日 - VOCALOID LORE＠東京・新大久保 unique LABORATORY
- 2016年01月29日 - A-LOVE!＠東京・渋谷 R-Lounge
- 2016年04月29日 - ニコニコ超会議2016＠千葉・幕張メッセ
- 2016年05月28日 - モニ子Birthday Party＠東京・渋谷 LOUNGE NEO
- 2016年07月27日 - Her Ghost Friend「君のいる世界が好きだよ」リリースパーティー＠東京・渋谷 2.5D
- 2016年10月22日 - CLUB360＠岐阜・大垣ソフトピアジャパンセンタービル地下駐車場“PARKING”
- 2018年12月29日 - Kizuna AI 1st Live "hello, world"

### 海外
- 2011年09月08日 - 文化庁メディア芸術祭 ドルトムント展 2011＠ドイツ・ドルトムント DORTMUNDER U
- 2014年09月06日 - STGCC 2014＠シンガポール・Marina Bay Sands
- 2015年11月14日 - Indonesia Comic Con 2015＠インドネシア・ジャカルタ Jakarta Convention Center JCC
- 2016年04月23日 - TORA-CON 2016＠アメリカ・ロチェスター Rochester Institute of Technology
- 2016年06月06日 - Funan Anime Matsuri＠シンガポール・Funan DigitaLife Mall